# Pharsalia saperdoides
Pharsalia saperdoides är en skalbaggsart som beskrevs av Francis Polkinghorne Pascoe 1866. Pharsalia saperdoides ingår i släktet Pharsalia och familjen långhorningar. Inga underarter finns listade i Catalogue of Life.